# Popovice (tvrz, okres Benešov)
Popovice je tvrz ve stejnojmenné vesnici jihovýchodně od Benešova ve Středočeském kraji. Tvrz stojí na břehu Popovického rybníka, který jí poskytoval přirozenou ochranu a jeho voda napájela příkopy na severní a západní straně. Areál tvrze je od roku 1965 zapsán do státního seznamu kulturních památek.

## Popis
Tvrz se skládá ze tří jednopatrových křídel (severní,západní, jižní) přiléhající k sobě tupými úhly. Původně gotická tvrz byla v 16. století rozšířena na renesanční zámeček. Renesanční úpravy připomínají fragmenty sgrafitové výzdoby fasády, zejména na fasádě severního křídla a jeho rizalitu jsou částečně zachována renesanční psaníčková sgrafita a pozdně gotické lilie u oken.
Následně byl renesanční zámek upraven v barokním slohu, zejména v době panství Rytířského řádu křižovníků s červenou hvězdou (1729 až 1795). Z té doby pochází dochované barokní okenní otvory se šambránami a suprafenestrami. Na severní křídlo přiléhá v nádvoří gotická obranná věž s novodobou cihlovou nástavbou. Na západním křídle tvrze působila rušivě novodobá patrová přístavba z 19. století sloužící v době vzniku textilní a později lihovarnické výrobě. V průběhu obnovy tvrze byla tato přístavba snesena. Rohové pokoje v přízemí i prvním poschodí, směřující k severovýchodu, jsou sklenuté hřebínkovou klenbou. Jako nejstarší známý pán tvrze se připomíná roku 1358 vladyka Otík z Popovic, jako pán podací farního kostela Popovického.

### Hospodářský dvůr
Jako u jiných feudálních sídel v Čechách i k tvrzi (později zámku) v Popovicích přiléhal hospodářský dvůr. Dvůr byl průchozím předpolím tvrze, což je charakteristické i pro jiné české tvrze. Poloha dvora byla identická s podobou, kterou dvůr získal v 18. století a kterou lze doložit prameny a stavebním vývojem dochovaných staveb.
Dispozici a funkci hospodářského dvora radikálně změnilo přeložení silnice ve 20. letech 20. století. Komunikace tak dodnes protíná původní obdélníkovou plochu dvora. Podstatná část původního dvora se tak stala veřejným prostorem a počala plnit funkci návsi Popovic. K tomu přispěly i vlastnické změny ve 20. století a dodnes aktuální dislokace obecního úřadu do jedné z budov hospodářského dvora.
Obdélníkovou dispozici hospodářského dvora vytvářela jeho křídla tvořená budovami vystavěnými v 18. a 19. století. Nové budovy byly postaveny nebo rozestavěny v době panství Rytířského řádu křižovníků s červenou hvězdou. Tento stav dokládá nákres Popovic z období 1830 aý 1832 dochovaný v křížovnickém archívu. Legenda nákresu označuje budovu zámečku a kostela, a podrobně popisuje části dvora: ovocná zahrada, sladovna, pivovar, sýpka (3. podlaží), kravín, obydlí šafáře, stodola s třemi mlaty, nová zeleninová a ovocná zahrada, stáj pro koně a voly, studna, vinopalna a masný krám, mlýn o dvou složeních, hospoda, rybník, nádvoří.  Půdorys dvora před rokem 1841 je doložen i ve stabilním katastru.
Severní křídlo dvora tvořila stodola. Její současná podoba vznikla ve dvou stavebních fázích. Starší fázi (1. polovina 18. až 1. polovina 19. století) prokazují svislé větrací štěrbiny a západní štít. V mladší fázi na konci 19. století (doba odpovídá i posledním stavebním úpravám tvrze) byla stodola zvýšena nadezdívkou s ležatými větračkami. Dále byl osazen krov s vyřezávanými konci krokví, které lze pozorovat na severní fasádě. Krov stodoly je klasicistní se stojatou stolicí a širokými lichoběžníkovými volskými oky (Rykl srovnává s dvorem v nedaleké obci Lišno). V šedesátých a sedmdesátých letech 20. století byly na jižní straně stodoly přistavěny ocelové konstrukce přístřešků, které výrazně změnily vzhled stodoly. Na stodolu navazuje krátké severovýchodní křídlo s klasicistním krovem a bobrovkami, které je zároveň počátkem křídla východního. K západní štítové zdi stodoly přiléhá nižší kamenná kolna s bobrovkovou střechou postavená v 1. polovině 19. století.
Západní křídlo dvora tvořila hovězí stáj. Stáj je podle zdiva barokního původu s obvodovým zdivem z 1. poloviny 18. století z období panství křižovníků. Plackové klenby a stropy i současný krov pocházejí z 1. poloviny 19. století. Uvnitř se dochoval dvoulodní prostor klenutý do čtyřhranných pilířů s výjimkou krátkého jednoosého prostoru na severu úpravny krmiva. Zde byly ploché stropy, které byly v 19. století zklenuty do traverz. Založení placek na příložkách (dnes vesměs podsekaných) naznačuje druhotné vložení placek do starších obvodových stěn. Na stáji je římsa s odsazeným fabionem, zachovalá nejvíce půdě recentního jihovýchodního přístavku. Na ostatních částech stáje je již znejistěna novodobými omítkami. V době hospodaření JZD byl původní kravín změněn na porodnu vepřů. V 60. letech byla budova opatřena cementovou omítkou, která nevratně zlikvidovala původní fasádu a poškozuje objekt vlhkostí. V současné době není využívána.
Východní křídlo hospodářského dvora vytvářelo křidélko stodoly na její východní straně. Hlavní část tvořil patrový obytný dům. V současnosti je rozdělen na dva samostatné domy s popisnými čísly 2 a 94. Dům čp. 2 sloužil později jako fara u kostela sv. Jakuba Většího.
Vstupní dveře v  západní zdi mají klasicistní římsu. Na fasádě jižní stěně směrem ke kostelu a hrázi Popovického rybníka  jsou sluneční hodiny s letopočtem 1801. Tím jsou datovány klasicistní úpravy domu ve stejném roce, ve kterém vznikla ve dvoře přádelní manufaktura. Ze stejného období pochází i klasicistní římsy a nárožní rustika. Nad okny jsou plasticky ve štuku naznačené vnější žaluzie, které okna opticky zvyšují. Na východní stěně jsou v 1. patře 3 okna se žaluziemi pouze luzivní. Úprava fasády s iluzívně zvýšenými okny na slepé horní (2/5 celkové výšky) a funkční dolní  (2/5 celkové výšky) je pravděpodobně reminiscencí na podobné členění oken v barokní nebo klasicistní fázi úprav tvrze na zámeček.
Dům čp. 2 je zřejmě staršího původu. To naznačuje nepravidelné kónické zdění. Na východním křídle hospodářského dvora uvádí křížovnický nákres „stáj pro koně a voly“. Interiér je klasicistní stejný jako u sousedního domu čp. 94, plackové klenby a fabiony plochých stropů. Interiéry byly upraveny ve 20. století.
Sousední dům čp. 94 má římsu, která přechází plynule ze sousedícího domu čp. 2. Ve 20. století původní omítka nahrazena břízolitem. Interiér je stejný jako u sousedního domu čp. 2: 4 pole plackové klenby sklenuté na pilíř.
Sýpka na sever od hovězí stáje je ve zdivu kompletně dochována jako barokní. Na jižní straně je portál s barokní supraportou s kartuší a datací 1755. Současná střecha s menším sklonem než obvyklým u barokních staveb je výsledkem radikální úpravy v 60. letech a pro krov byl druhotně použit materiál z barokního krovu. Vzhled sýpky výrazně změnily cementové omítky z roku 1964 a přístavba přístřešku na jižní stěně. V interiéru sýpky je zachována původní dřevěná konstrukce se zpevněním stojkami a průvlaky z roku 1964. V sýpce jsou dochovány příčné klasicistní zdi z období, kdy zde byla po roce 1801 ubytovna pro sousedící přádelnu. Na trámech jsou viditelné klasicistní nápisy No. 1 a No. 2 označující místnosti ubytovny.
Bývalý ovčín stál severně od severního křídla tvrze. Radikální přestavbou na hasičskou zbrojnici a garáž ve 20. století byl architektonicky zcela degradován. Podle pramenů zde ovčín nejpozději v roce 1841 stál; není ovšem zřejmé, zda jde o identickou budovu.
Dům čp. 20  je klasicistního původu s fabionovou římsou, lizénovými rámy a identickou strukturou omítky jako na tvrzi v její podobě z 19. století. Nejsou vyloučeny v jádru stavby zbytky staršího zdiva. Podle pramenů tu stál v 18. století pivovar.
V centru dvora byla postavena budova přádelny. V roce 1896 byla její západní část ubourána. Současný vzhled je výsledkem radikálních úprav v 60. letech a zateplení pláště v roce 2013. Později budova sloužila jako škola a v současné době je sídlem Obecního úřadu Popovice, Místní knihovny a České pošty.
Výsledky stavebně historického průzkumu tvrze i zběžného průzkumu objektů hospodářského dvora (Rykl) ukazují na rozsáhlou stavební aktivitu v době křížovnického panství. Rykl ve svém Stavebněhistorickém průzkumu hospodářského dvora (1997) uvádí, že „…v dějinách Řádu křižovníků s červenou hvězdou z roku 1930 se uvádí mezi poznámkami výňatek z latinského textu, který upřesňuje některé okolnosti koupě a prodeje panství Popovice „….které bylo v roce 1795 prodáno i s pozemky za tutéž cenu, za níž bylo v roce 1729 koupeno, totiž za 56.000 florentských (zlatých), avšak bez oněch větších budov, které předtím s velkými náklady postavil (….) Beinlich, a bez mnoha jiných, které nelze vyjmenovat bez hlubokého zármutku a jež by nyní S. Ř. (Svatému řádu) zmnohonásobily výnosy (překlad prof. L. Freiová). Zde se tedy uvádí ranější letopočet koupě panství Popovice – již 1729, namísto jinde uváděného letopočtu 1732. – Prodej panství v roce 1795 byl zřejmě vynucen hospodářskými potížemi Řádu v časové tísni a byl nevýhodný. Hospodářské budovy, které Řád postavil, stojí v Popovicích dodnes. Tyto historické zprávy se tedy shodují se skutečnostmi, zachycenými na stavbách, za oněch necelých 70 let vznikla bezpochyby stodola, kravín a sýpka v dnešním rozsahu.“
Po restituci v 90. letech postupně probíhá obnova tvrze. Obnova tvrze je významně podpořena z Fondu záchrany architektonického dědictví Ministerstva kultury ČR.
V letech 2009–2012 byla provedena výměna krovů a zastřešení křídel tvrze s výjimkou věže. Současně byly provedeny výměny konstrukcí v interiérech (obnova původních dveří a zhotovení replik), výměna oken. Ve dvoře tvrze byla provedena úprava prostor pro sociální zařízení pro uživatele. Byla snesena rušivě působící přístavba lihovaru s výjimkou rohových pilířů.
Severní křídlo názorně ukazuje, že již destruované barokní fasády zčásti zakonzervovaly předchozí pozdně gotické a renesanční omítky. U oken jsou dochovány pozdně gotické šambrány s liliemi. Na severní i východní stěně severního křídla jsou dochována renesanční psaníčková sgrafita. Naproti tomu na západním křídle jsou omítky zcela  destruovány až na cihly. Na některých místech západního křídla jsou viditelná zazděná torza starších kamenných okenních otvorů a klenby v přízemí.

## Život na tvrzi v současnosti
Po zastřešení křídel tvrze a výměně oken a dveří je pro provozní, odborné a umělecké aktivity v 1. poschodí k dispozici sál pro cca 50 osob s pódiem. V prostorách jsou vytvořeny ateliéry a zázemí pro studijní fondy. Na tvrzi působí občanské sdružení Interkultura, které zde má i sídlo.  V 90. letech po restituci vlastník inicioval vznik tohoto sdružení, které zde organizovalo mezinárodní výměny „Mládež pro Evropu“ studentů. Účastníci se seznamovali s historií tvrze a podíleli se i na úpravách terénu.
Po skončení akce obnovy věže bude tvrz zpřístupněna ve větším rozsahu. Pracovník Centra vzdělávání bude zajišťovat organizaci akcí v tvrzi. Již upravené prostory 1. poschodí a shromážděné trojrozměrné předměty umožňují instalovat miniexpozici. V areálu se pravidelně konají kulturní a umělecké akce, k tomu je využíváno částečně upravených prostor v 1. poschodí tvrze - sálu s kapacitou pro 50 osob k sezení. V letním období lze pořádat programy v zahradě tvrze, I když současný stav neumožňuje prohlídky ve větším rozsahu, zájemcům je umožněno si individuálně tvrz prohlédnout.

## Galerie

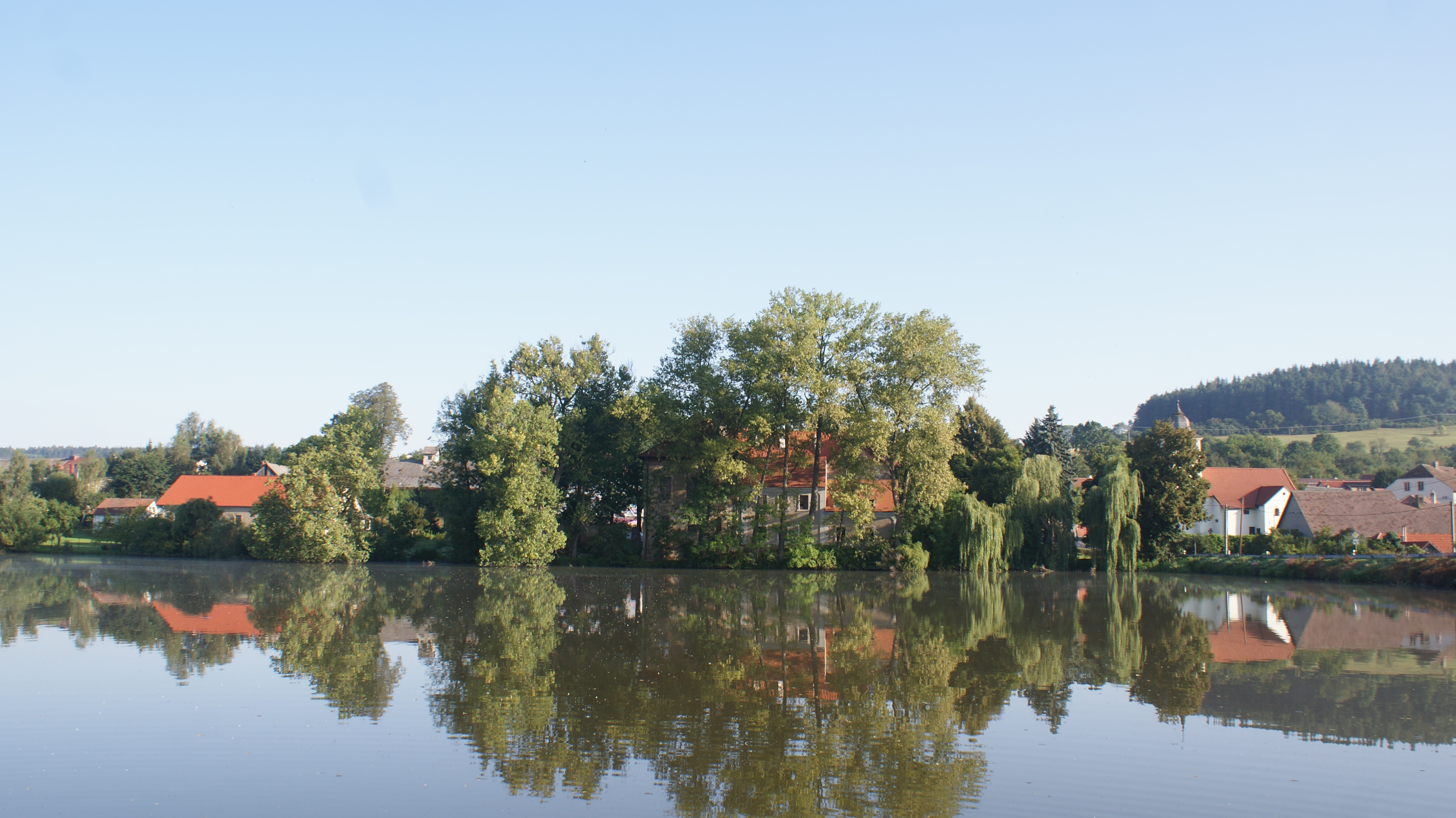
Pohled na tvrz a její někdejší hospodářský dvůr z jižního břehu Popovického rybníka
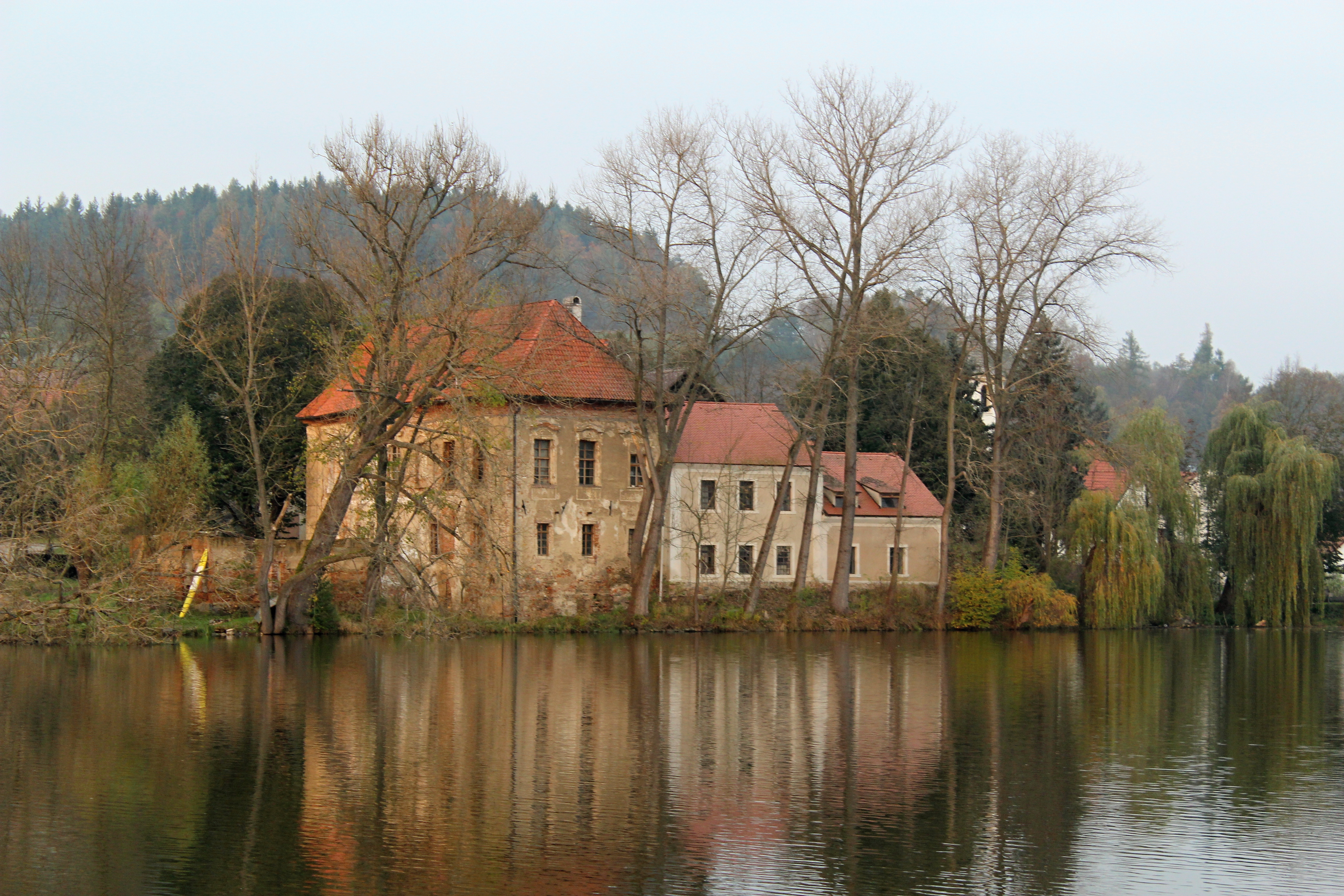
Jihovýchodní  pohled na západní křídlo a jižní stěnu tvrze z jižního břehu rybníka
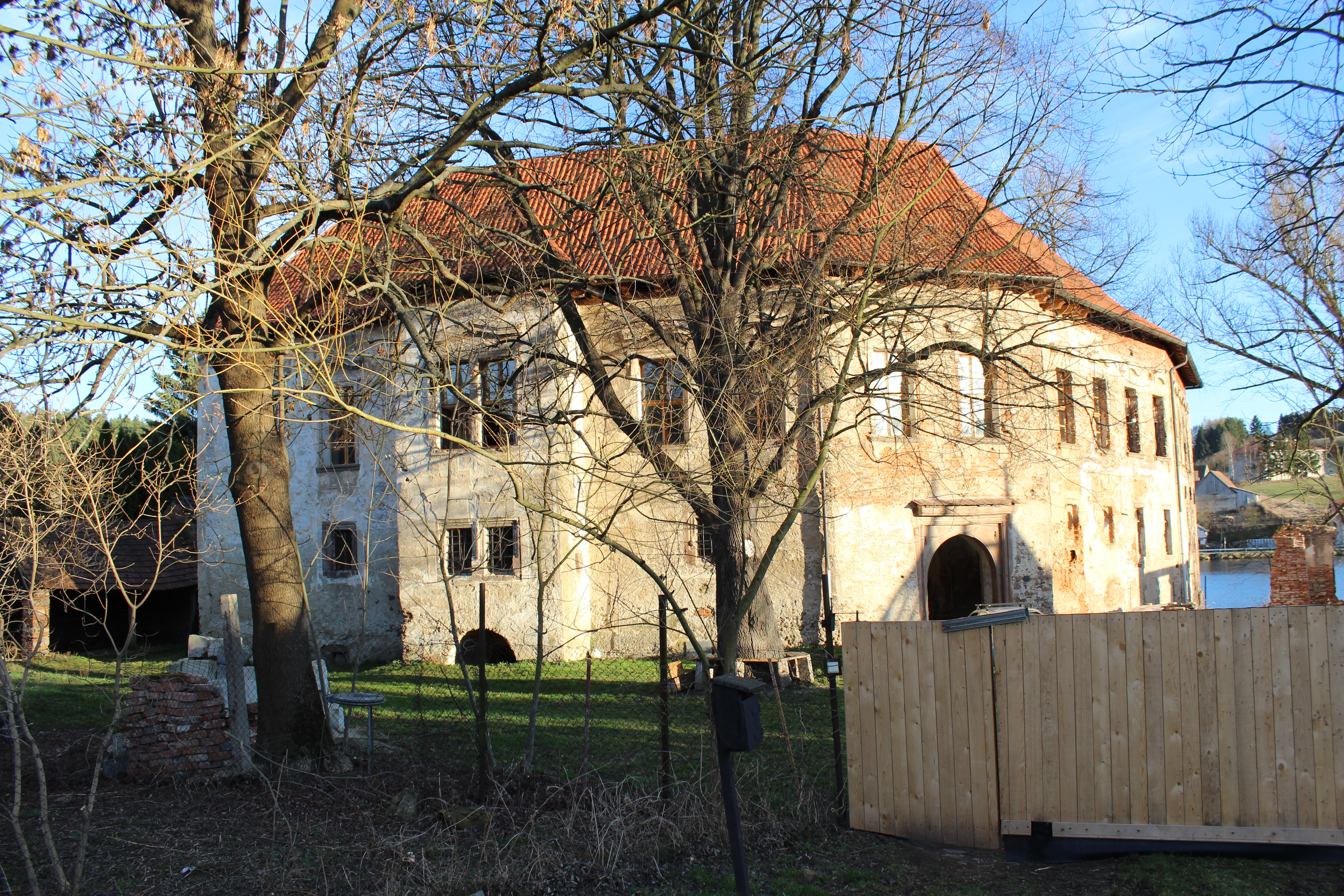
Celkový pohled z návsi na severní a západní křídlo s bránou.
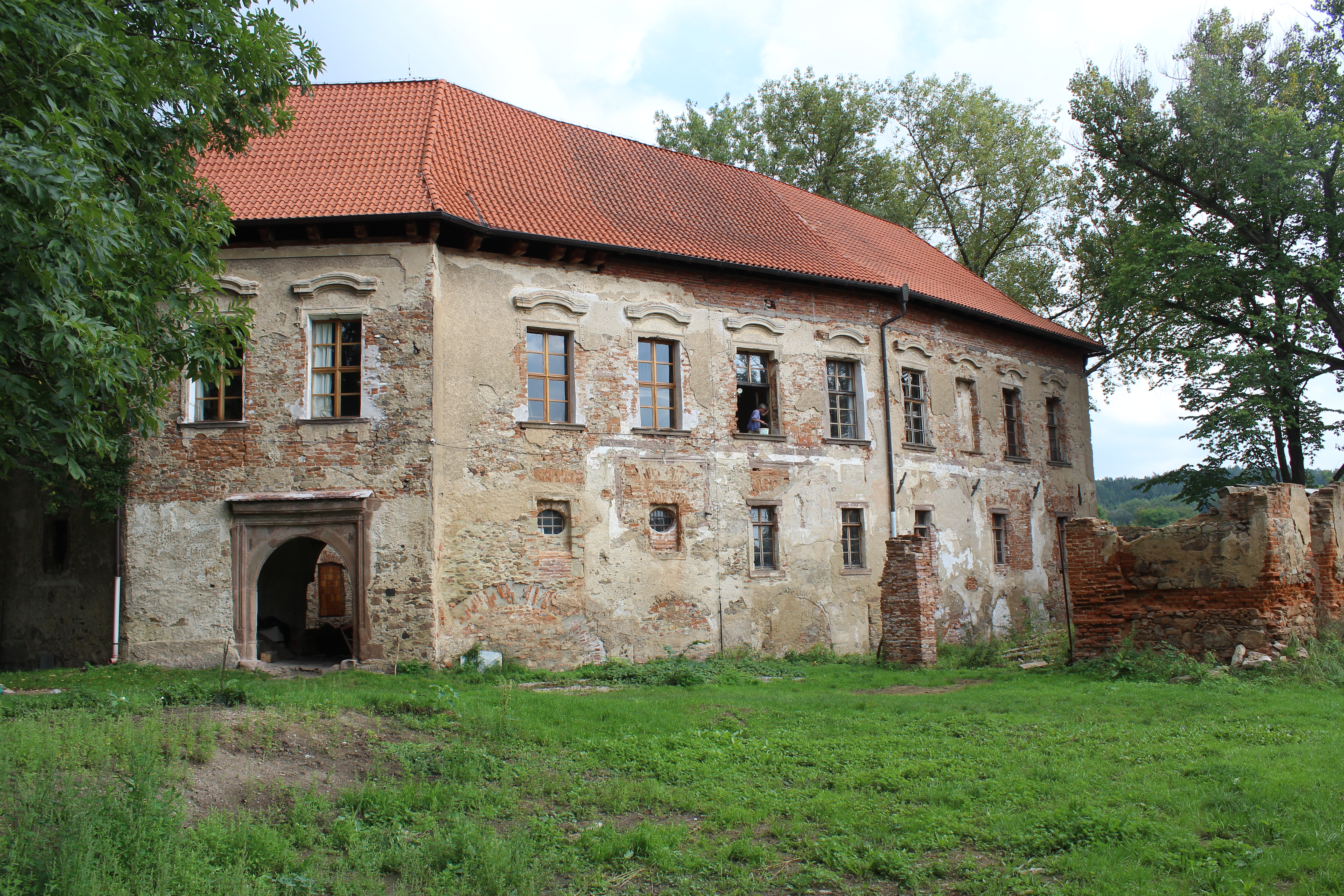
Pohled na bránu a západní křídlo z návsi. Vlevo torzo novodobé přístavby lihovaru
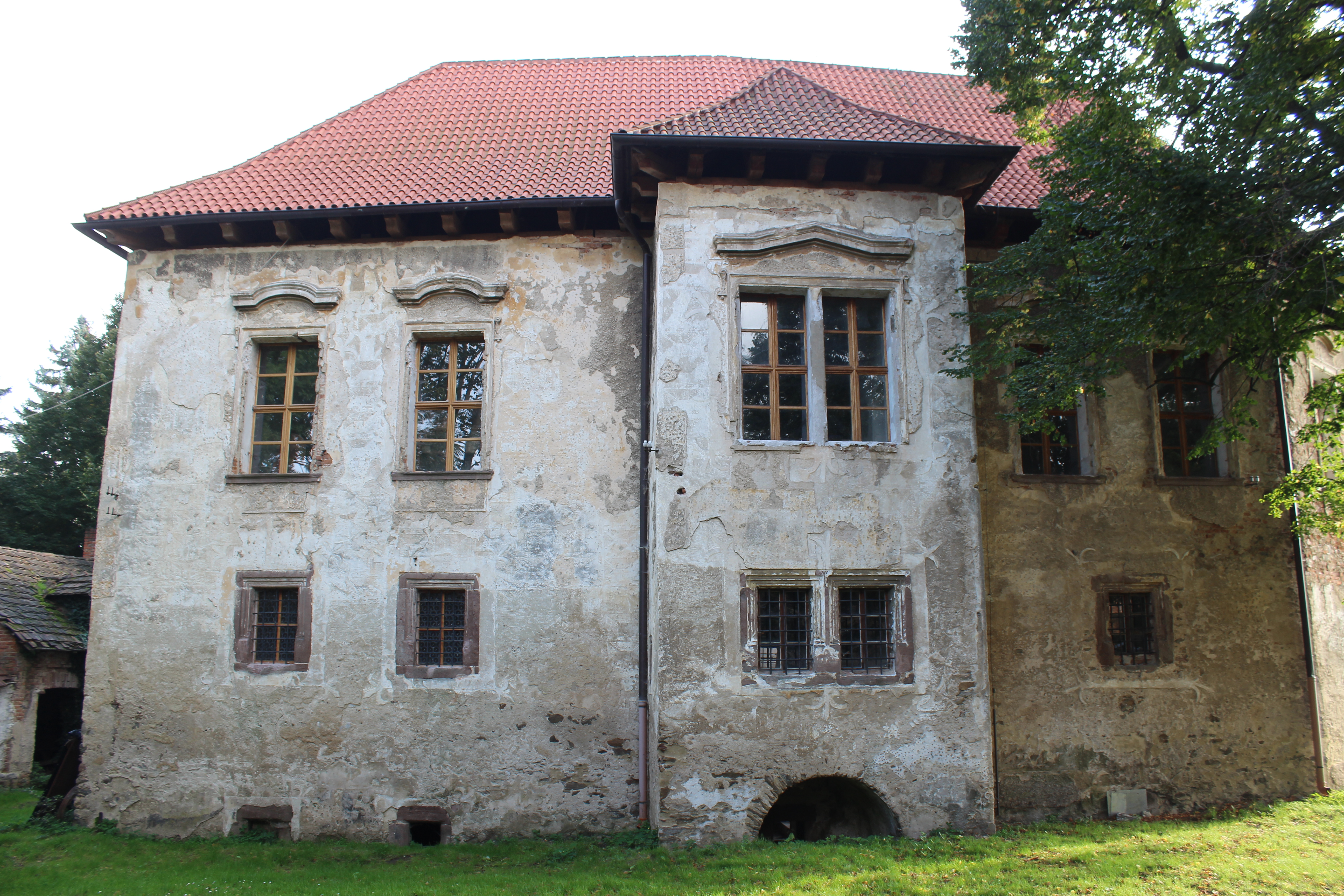
Pohled na severní křídlo s torzy pozdně gotické a renesanční omítky.
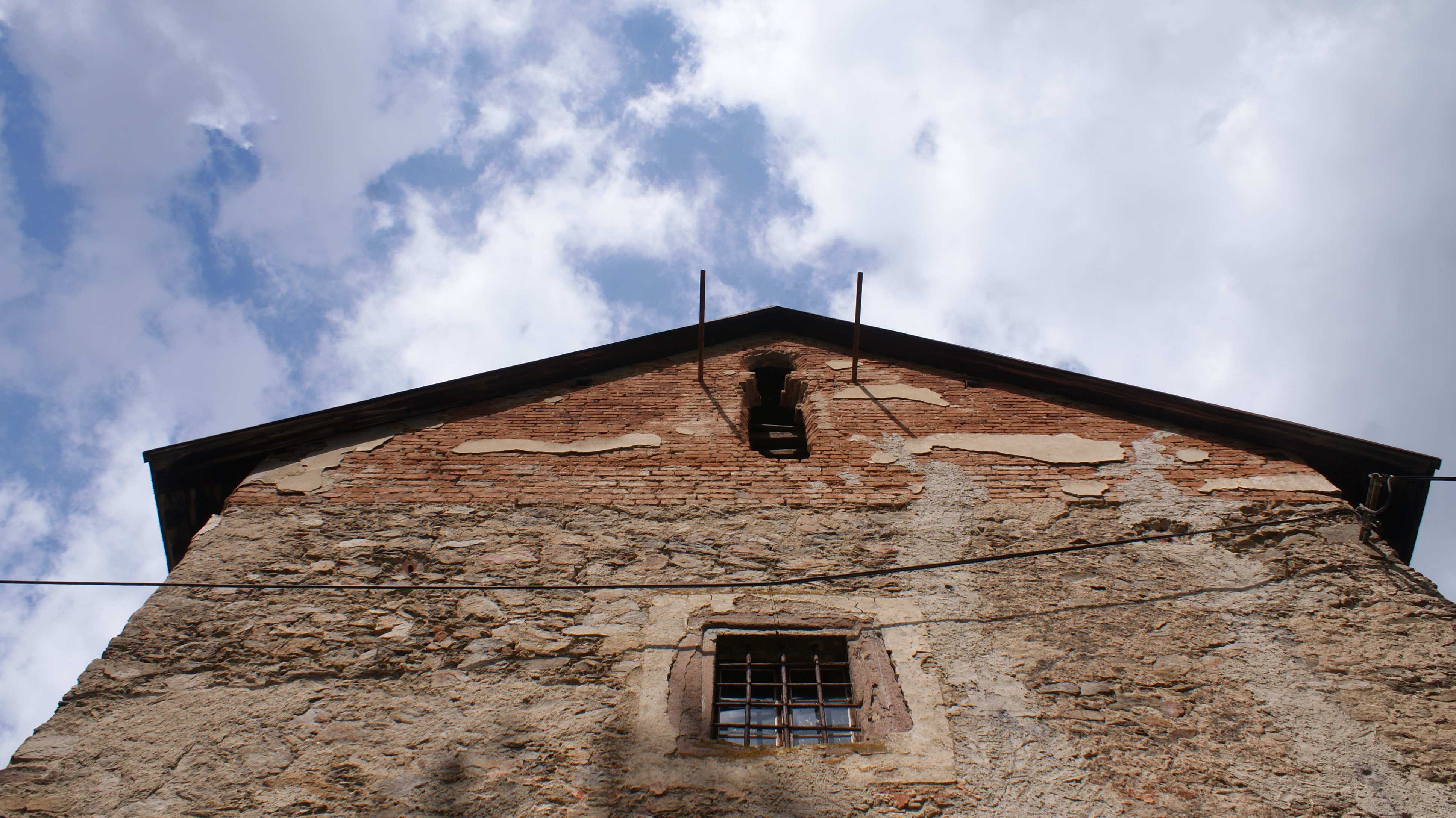
Jižní stěna věže s novodobou nástavbou před snesením nástavby, nadezděním a osazením novým krovem
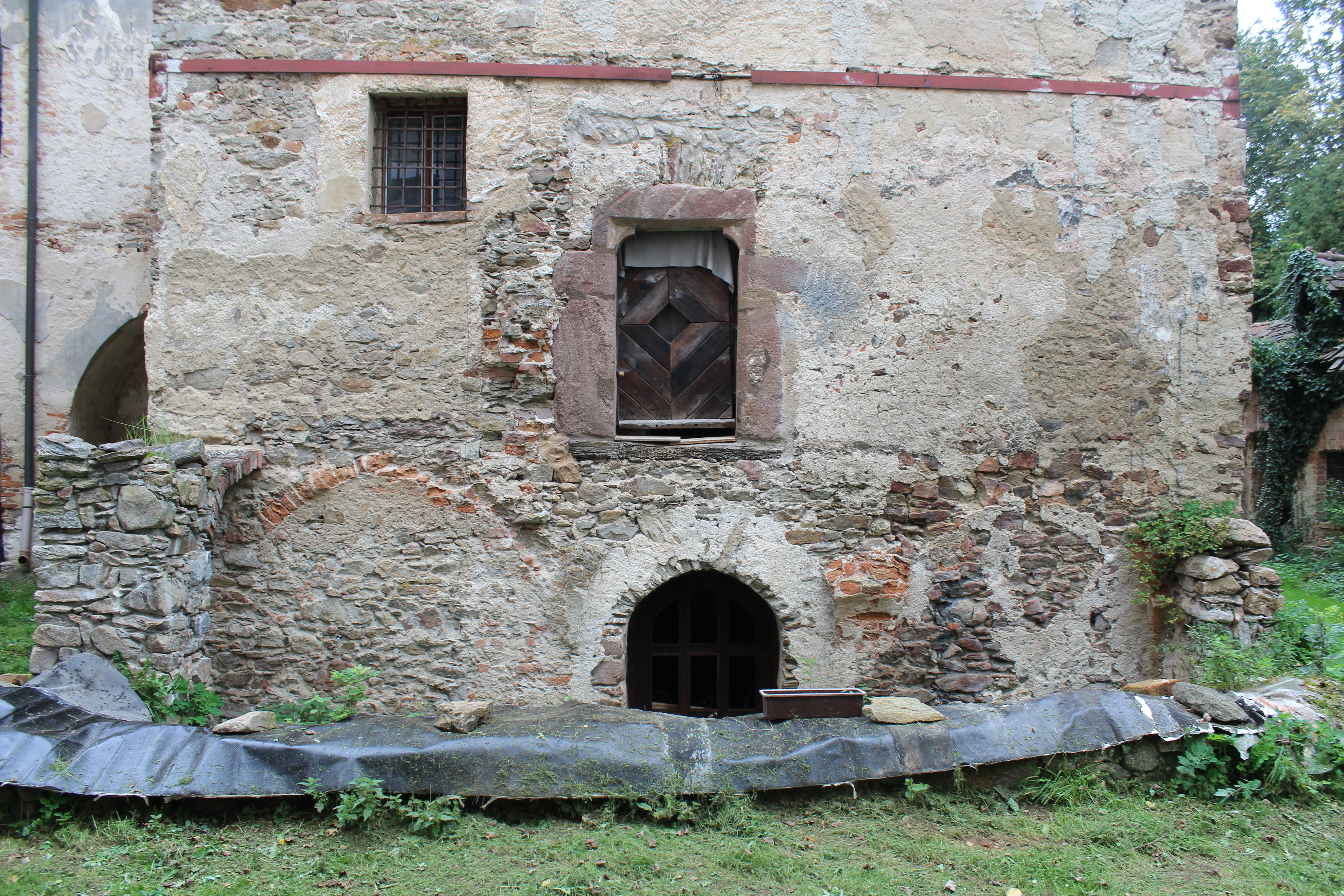
Pohled z nádvoří na přízemí jižní stěny věže
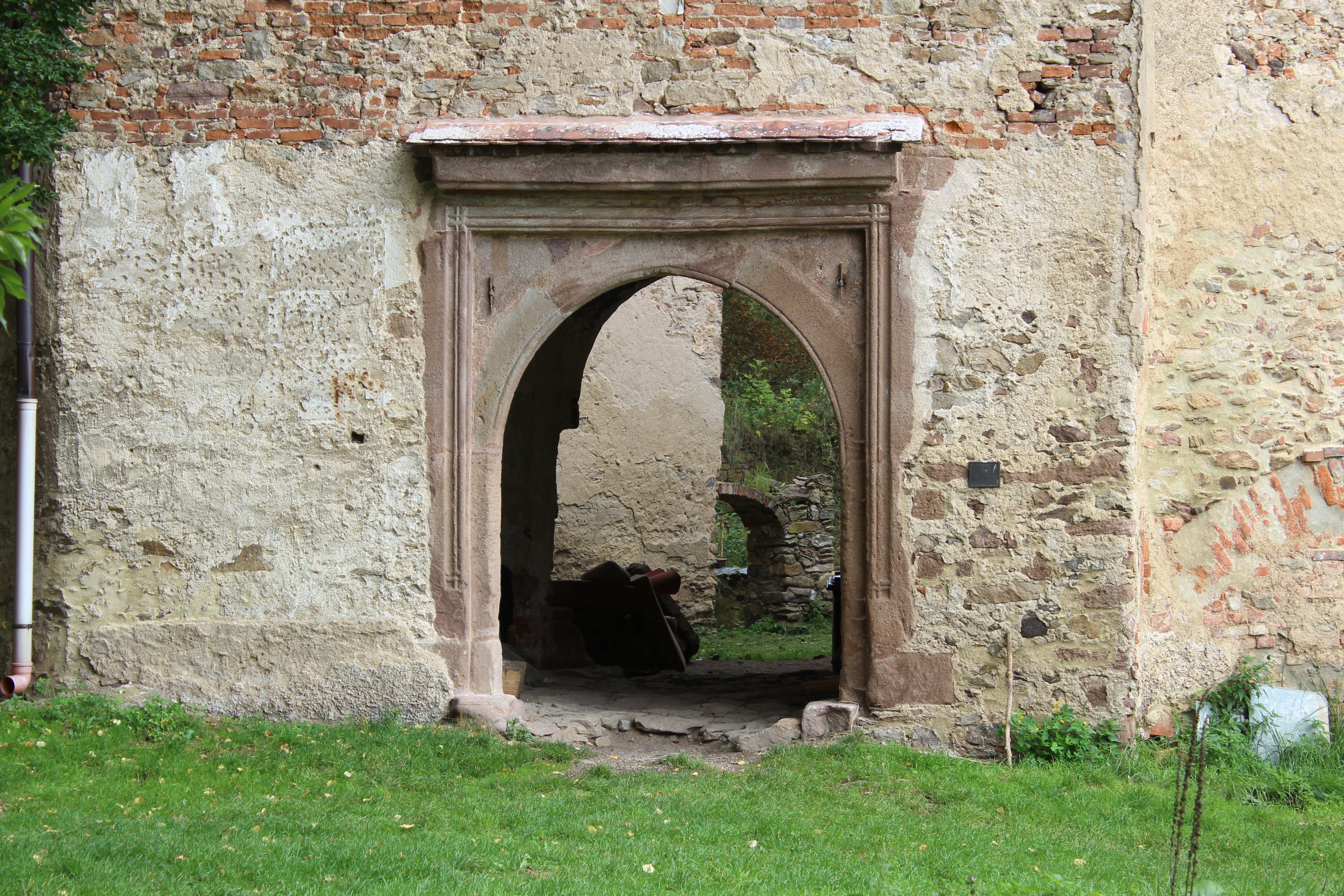
Restaurovaný renesanční portál brány (akad. soch. J. Živný 2013)
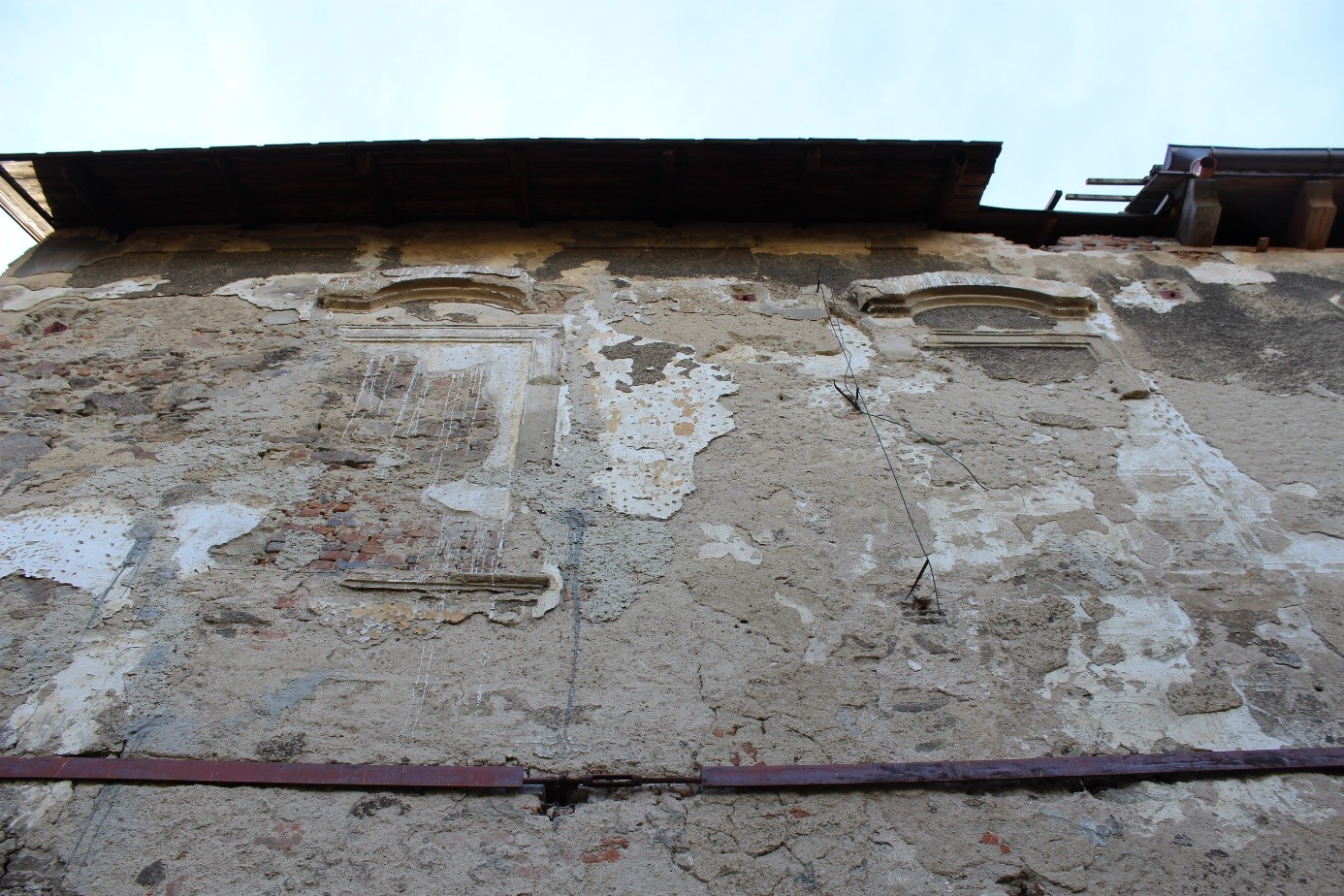
První patro východní stěny věže s barokním iluzorním oknem
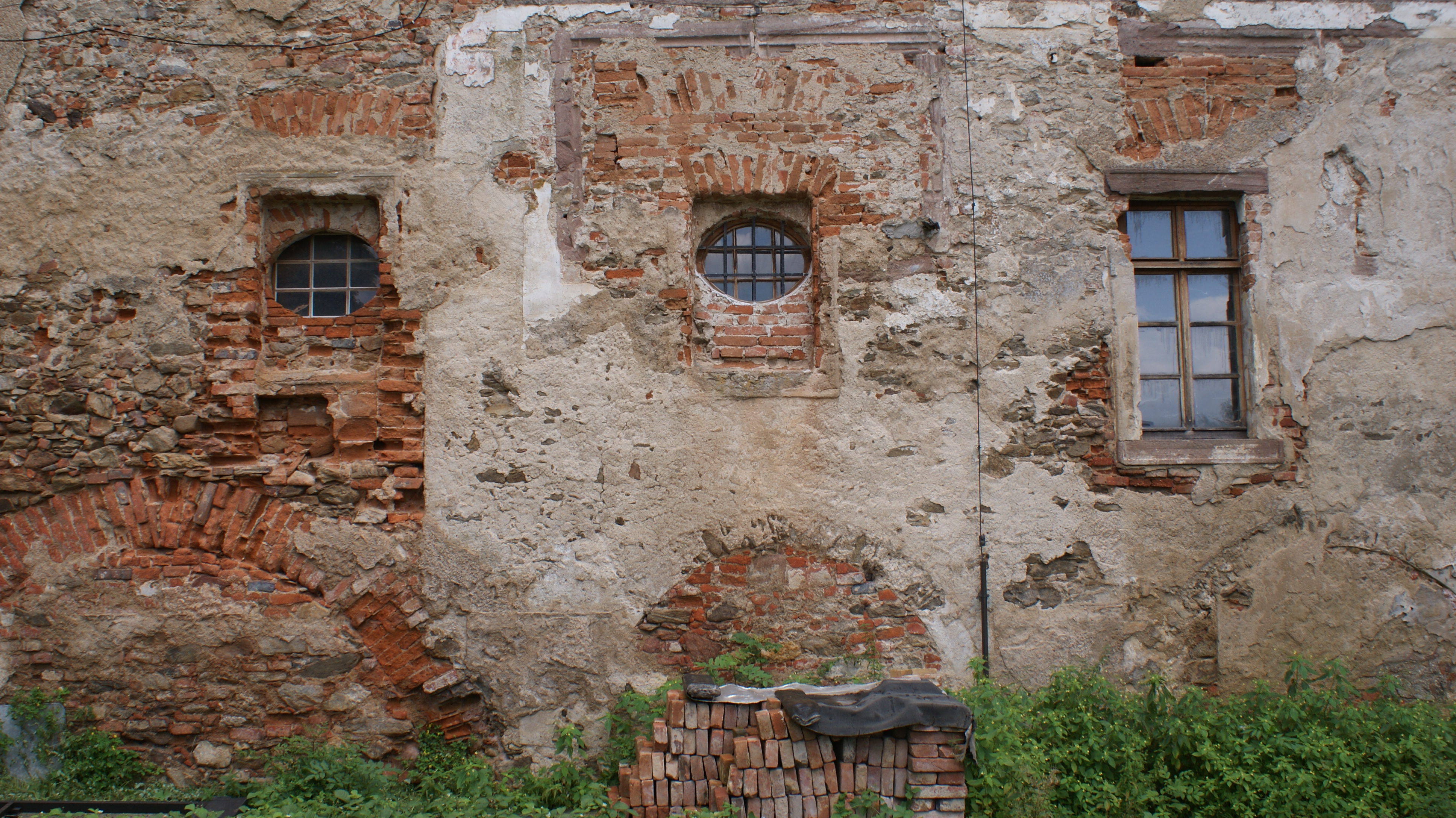
Okna přízemí západního křídla směrem k bráně
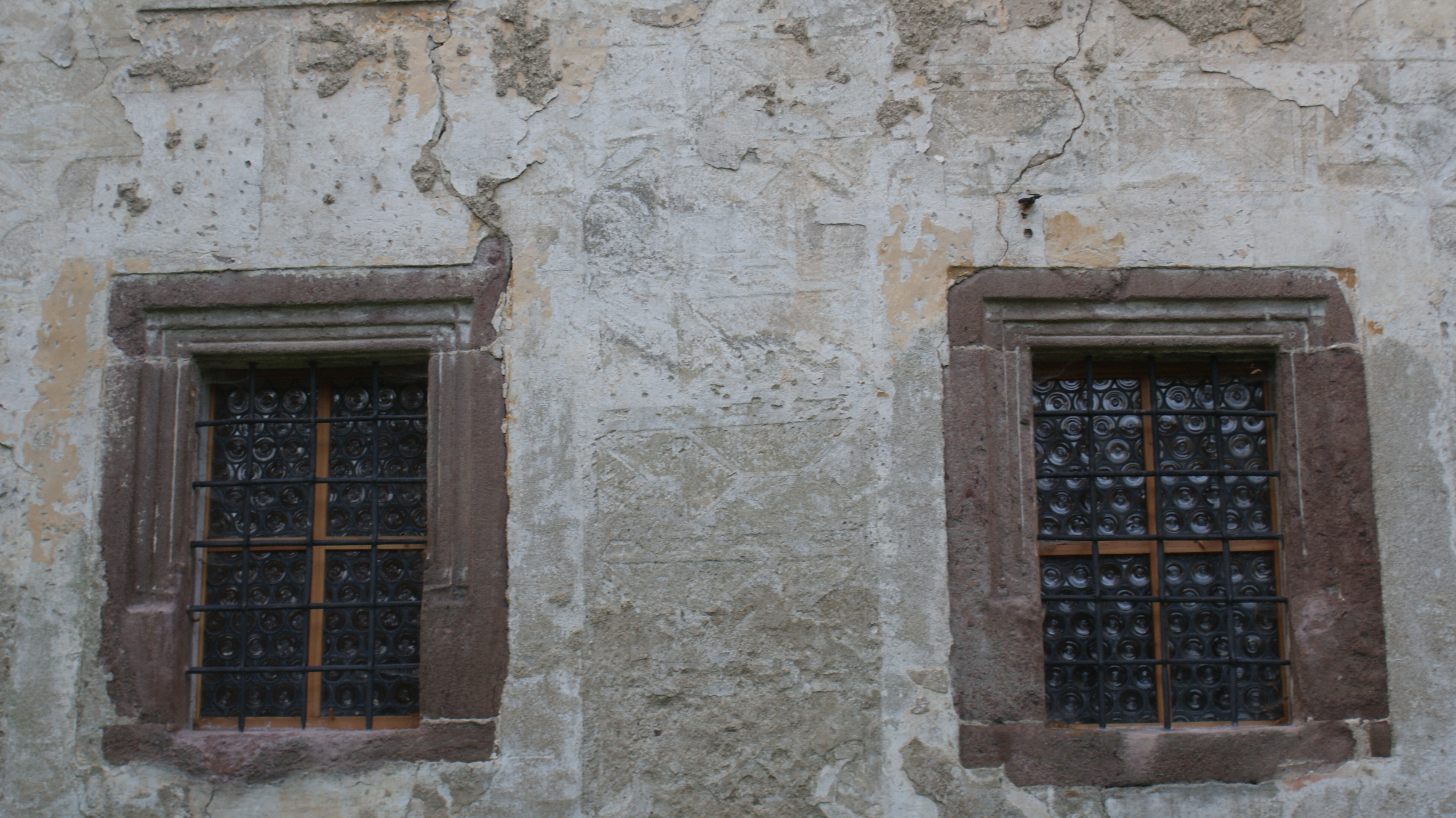
Detail okna v prvním patře levé části. vlevo s pozdně gotickými šambránami s liliemi v rozích
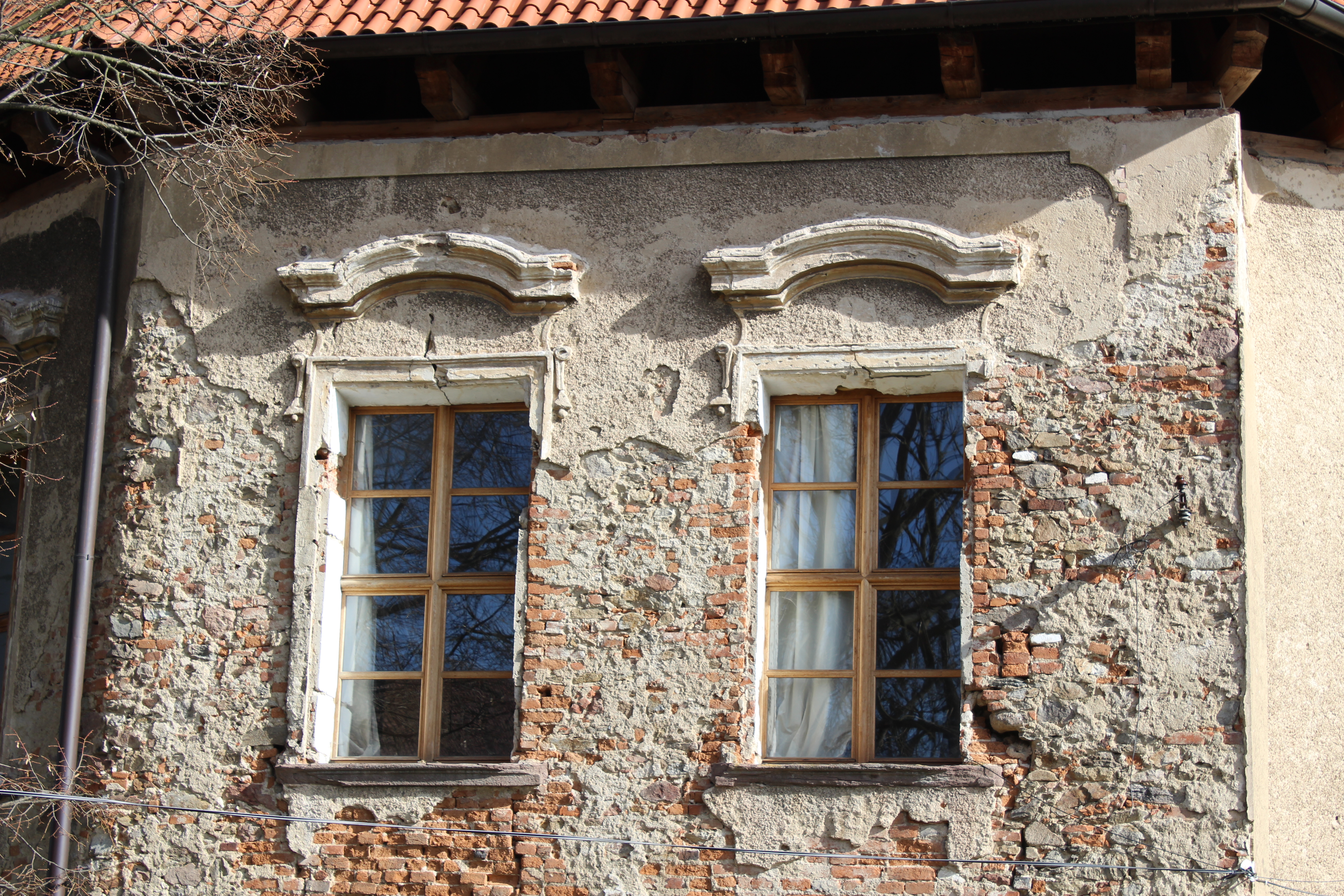
Pohled  na barokní okno nad branou se šambránami a suprafenstrami (zřetelný detail nového krovu)
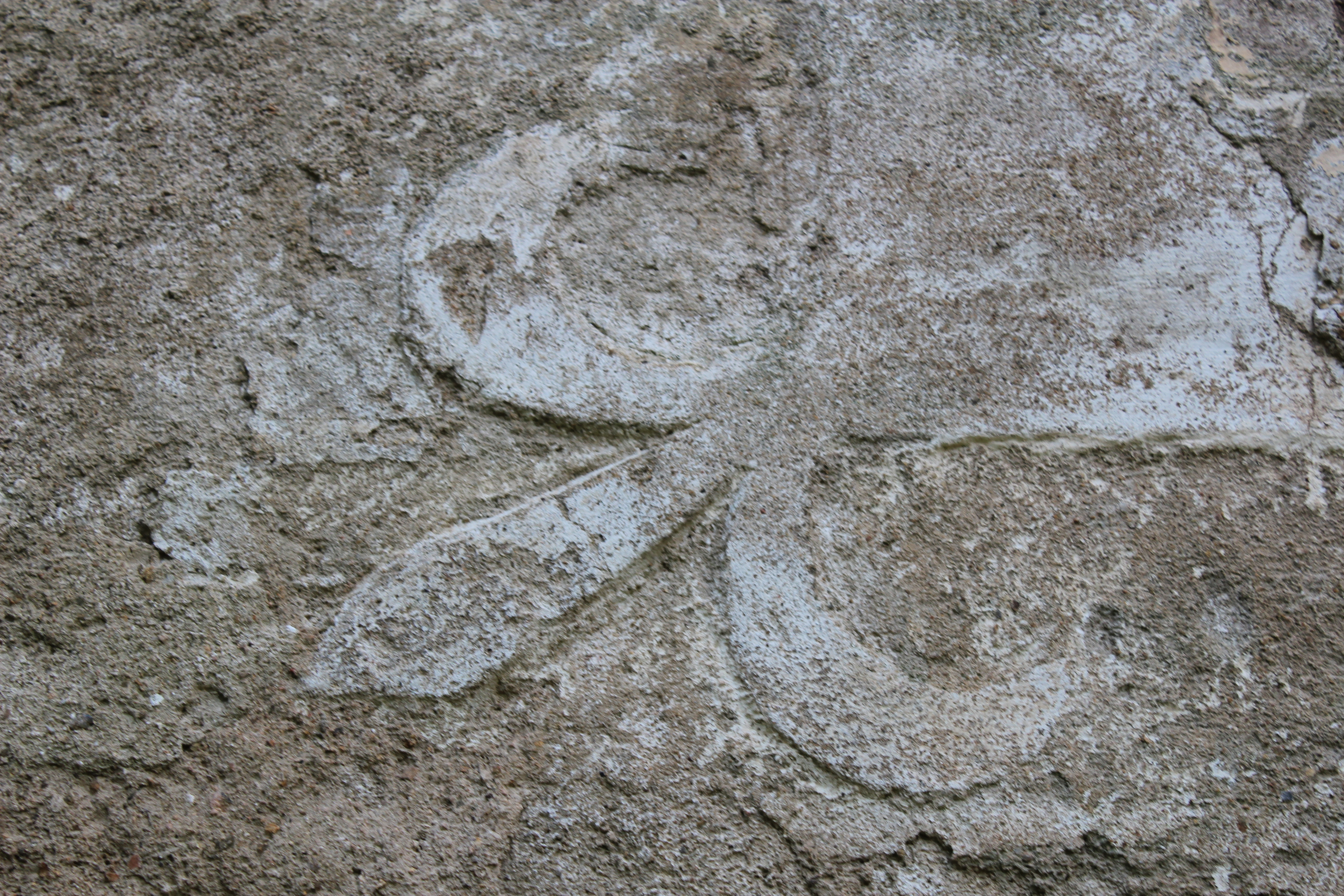
Detail pozdně gotické lilie na fasádě severního křídla
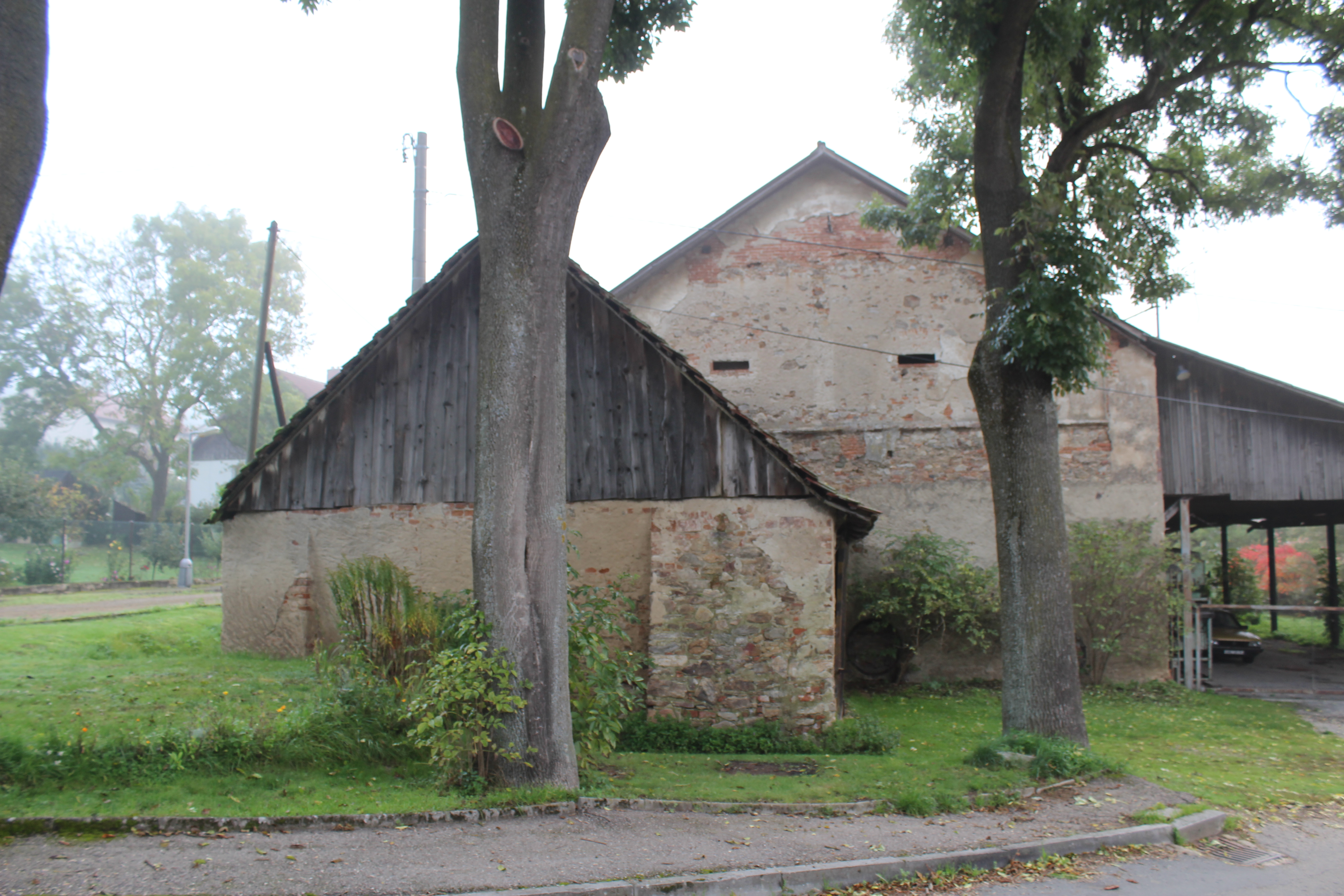
Pohled na západní stěnu kolny a stodoly tvořící původně severní křídlo hospodářského dvora
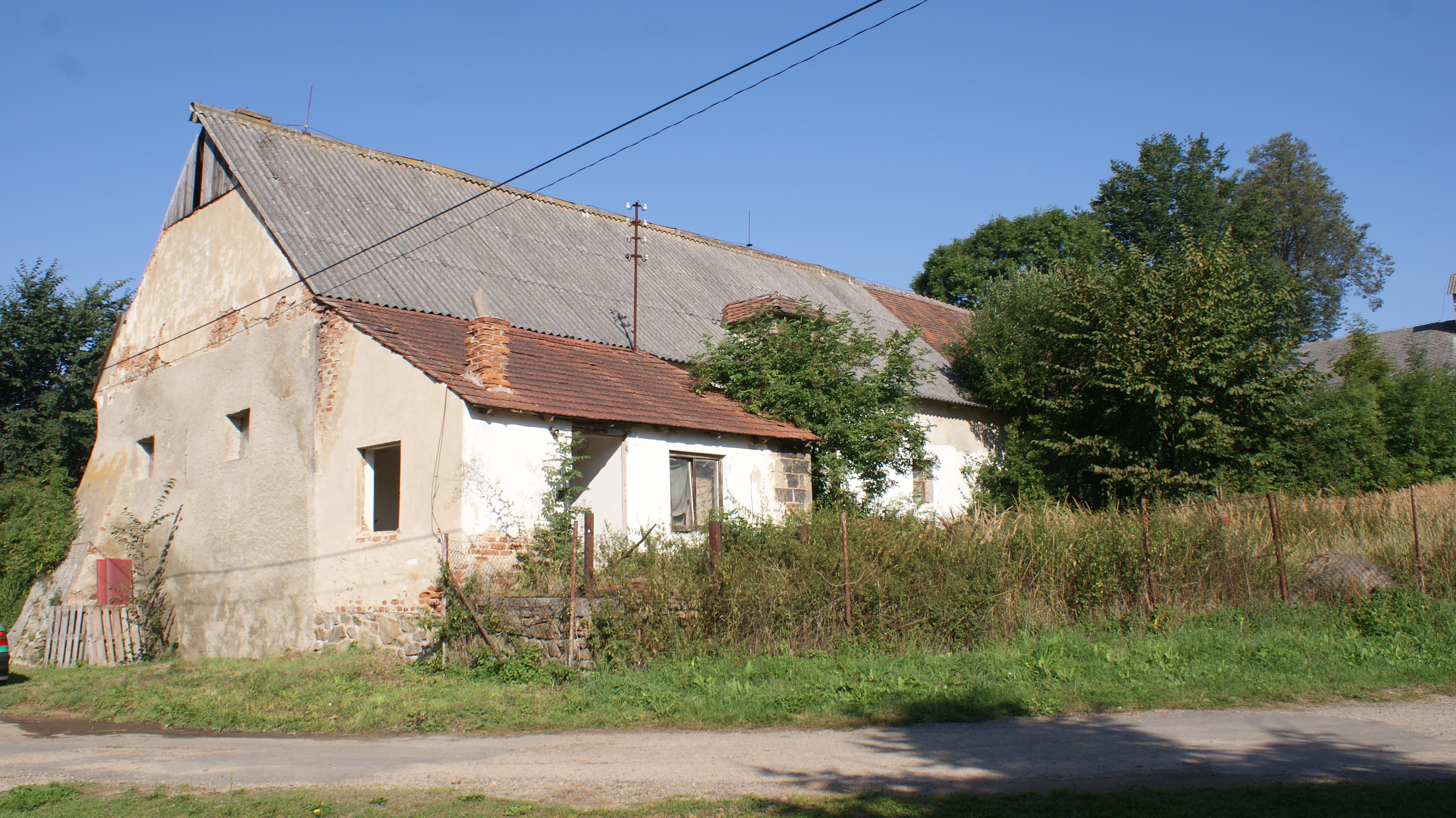
Hovězí stáj, později vepřín. Pohled na jižní štítovou stěnu a východní stěnu s přístavkem
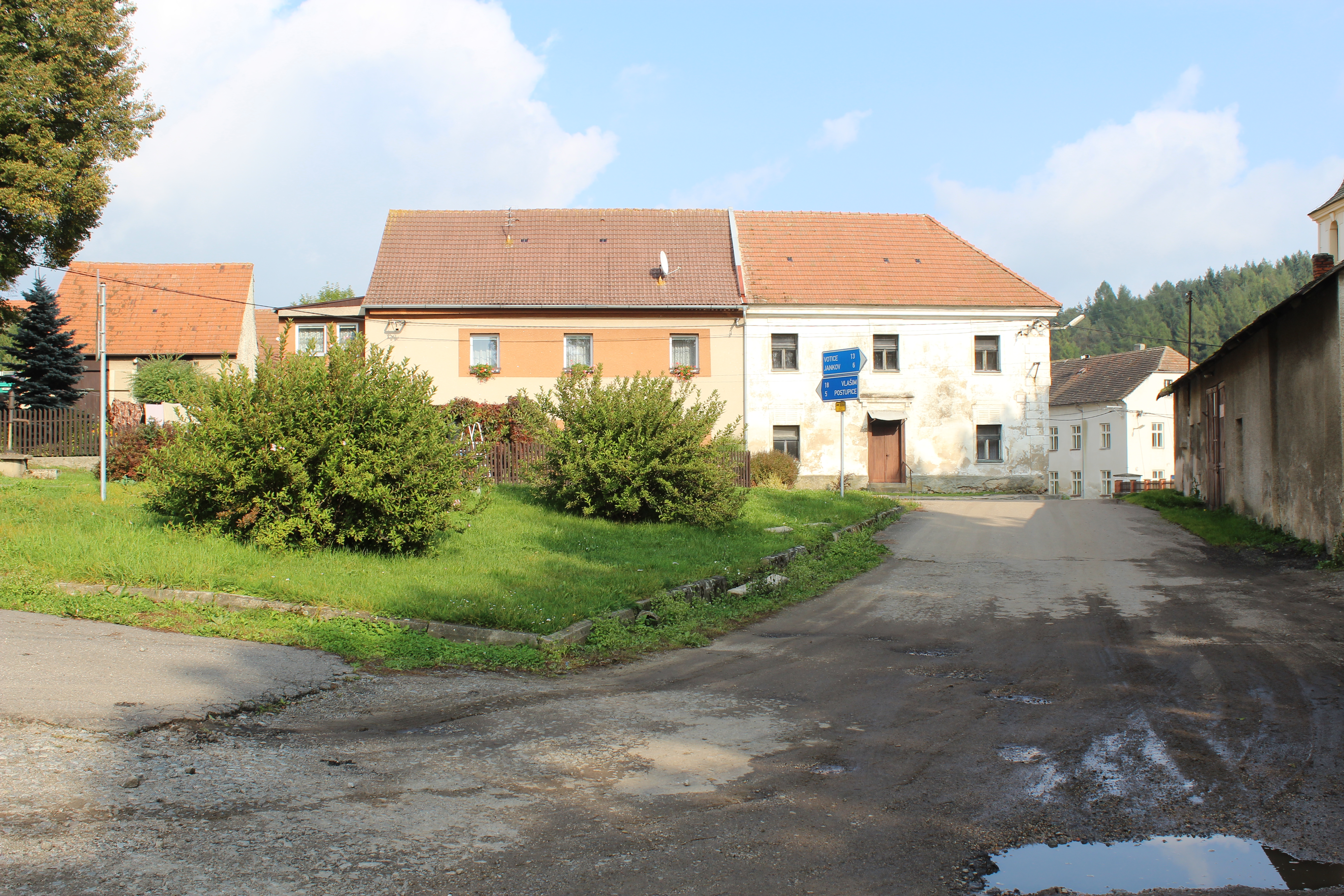
Pohled přes náves na domy čp. 2 a čp. 94 tvořící východní křídlo hospodářského dvora tvrze
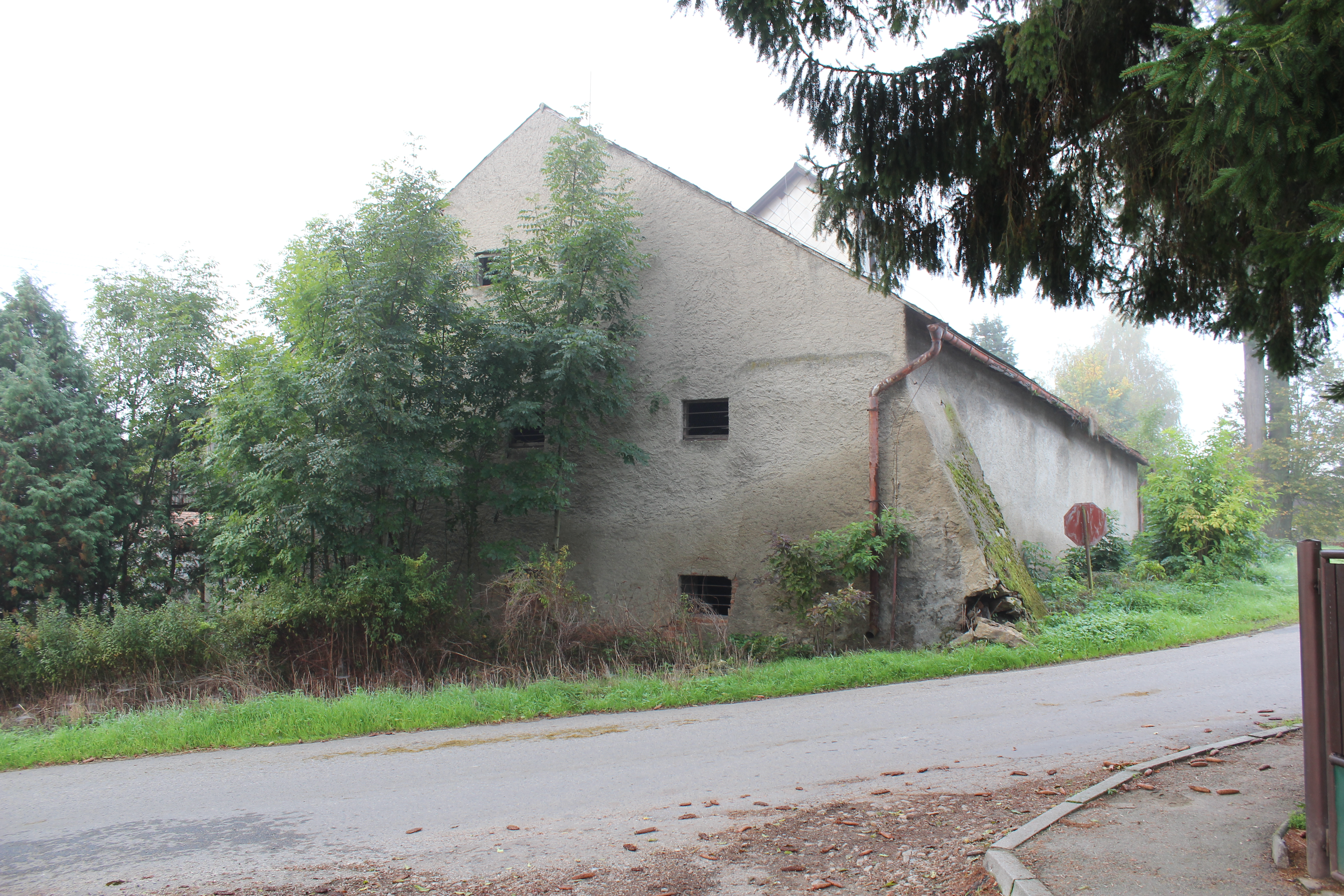
Pohled na štítovou zeď a severní stěnu sýpky z návsi. Na nároží je markantní barokní zdivo, jehož omítka byla nahrazena v roce 1964 cementovou
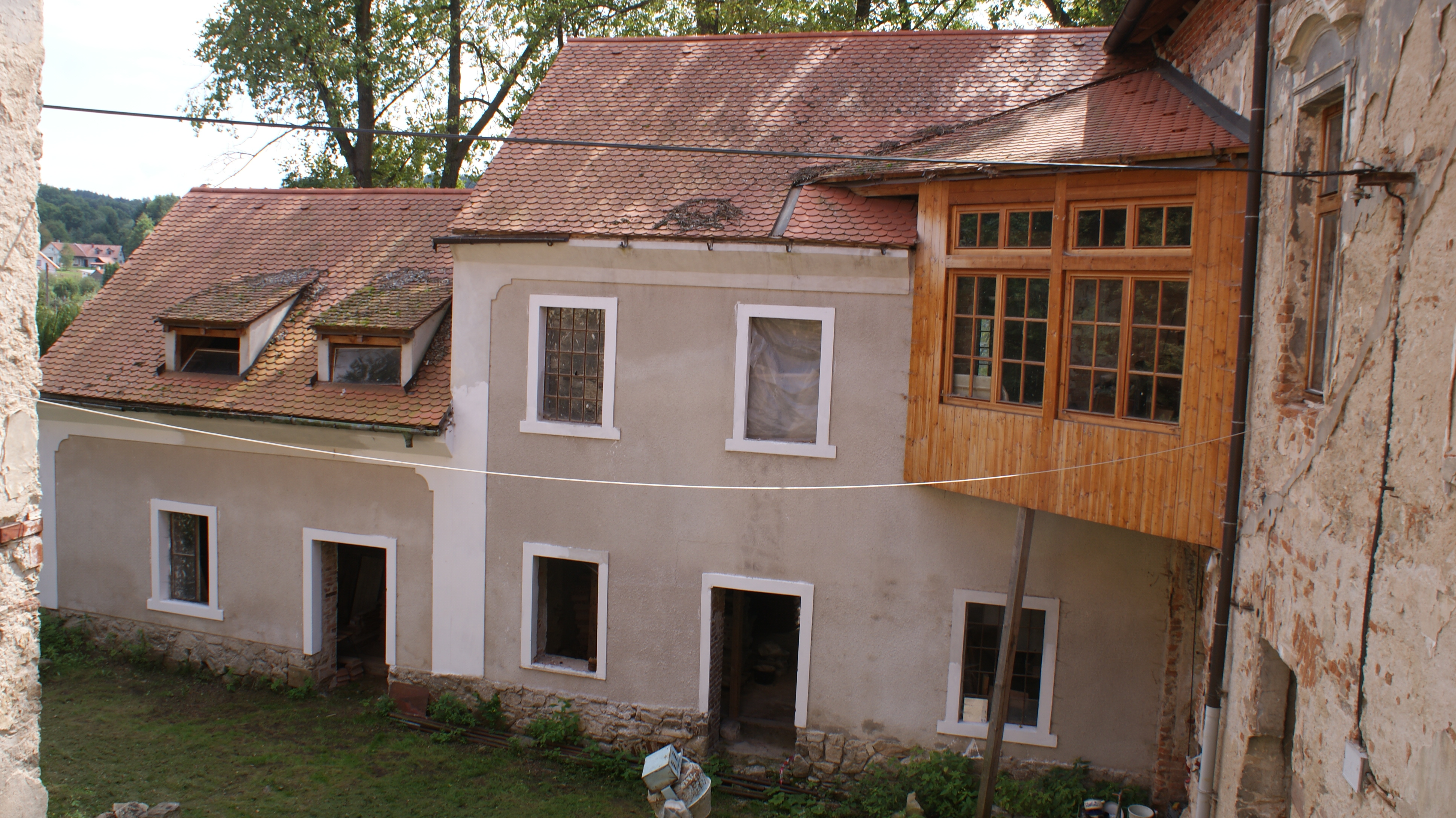
Pohled z chodby na nádvoří hospodářské budovy na jižním křídle tvrze